# Rappresentazioni culturali di Lady Jane Grey

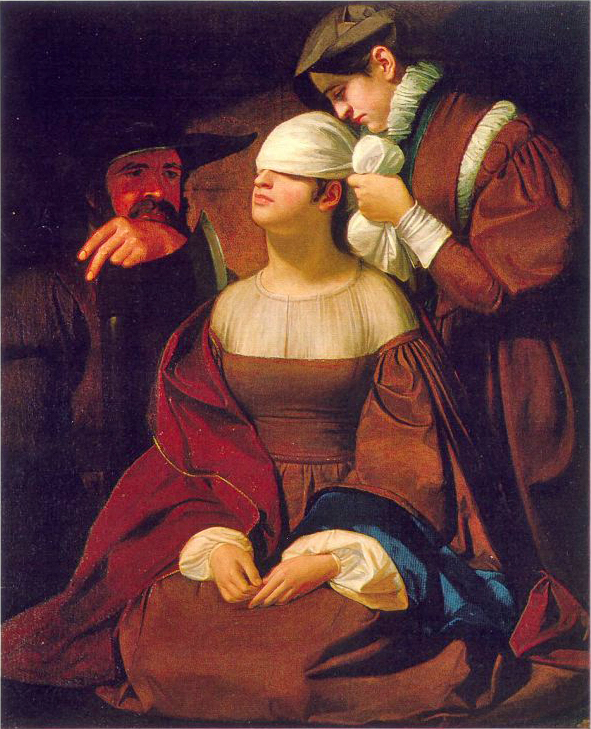
Lady Jane Grey, La preparazione per l'esecuzione, olio di George Whiting Flagg, 1835.

Lady Jane Grey, pretendente al trono inglese nel XVI secolo, ha lasciato un'impronta indelebile nella letteratura e nel romanticismo inglese. Nonostante la piccola quantità di informazioni che si hanno su di lei, non ha fermato tanti autori di tutte le età nel cercare di creare un'immagine di lei, alcune volte basandosi su fatti certificabili e altre volte sulla loro immaginazione.

## Prima del XIX secolo
Nelle ballate elisabettiane, la storia di Jane è una storia di innocenza tradita. In una ballata Lady Jane, nel denunciare il suo carnefice, la regina Maria I, dichiara "Il Papismo odio come morte / e Cristo il mio amore salvatore". Con questa frase Jane viene indicata non solo come un'innocente, ma anche come una martire per la causa protestante, e appare come tale nel Libro dei Martiri di Foxe . Senza prove certe, fu idealizzata anche da Roger Ascham, che la raffigurava come nobile e studiosa. Ma il più grande tributo elisabettiano le venne nell'Elegia di Thomas Chaloner, pubblicata nel 1579. Chaloner la raffigura come impareggiabile nella sua cultura e bellezza, paragonandola a Socrate per il suo coraggio e la sua tranquilla rassegnazione di fronte alla morte. Suggerisce persino che fosse incinta al momento della sua esecuzione, un'affermazione che non appare da nessun'altra parte, presumibilmente per far sembrare la regina Maria I ancora più spietata.
Dal martirologio e dalla poesia, la figura di Jane è apparsa sul palco nel primo periodo giacobino in Sir Thomas Wyatt di John Webster e Thomas Dekker, dove interpreta il ruolo di un'amante tragica. La commedia era probabilmente in gran parte basata su una precedente commedia perduta chiamata Lady Jane. Questo tema è stato ripreso più tardi nel secolo da John Banks, un drammaturgo della Restaurazione, nel suo Innocent Usurper: or, the Death of Lady Jane Grey. Qui Jane viene persuasa ad accettare la corona solo dopo che suo marito, Lord Guilford Dudley, minacciò il suicidio se lei non si fosse seduta sul trono d'Inghilterra. Stampata per la prima volta dopo la Gloriosa Rivoluzione, c'è anche una forte dimensione anti-cattolica romana, presumibilmente per attirare il pubblico dell'epoca.

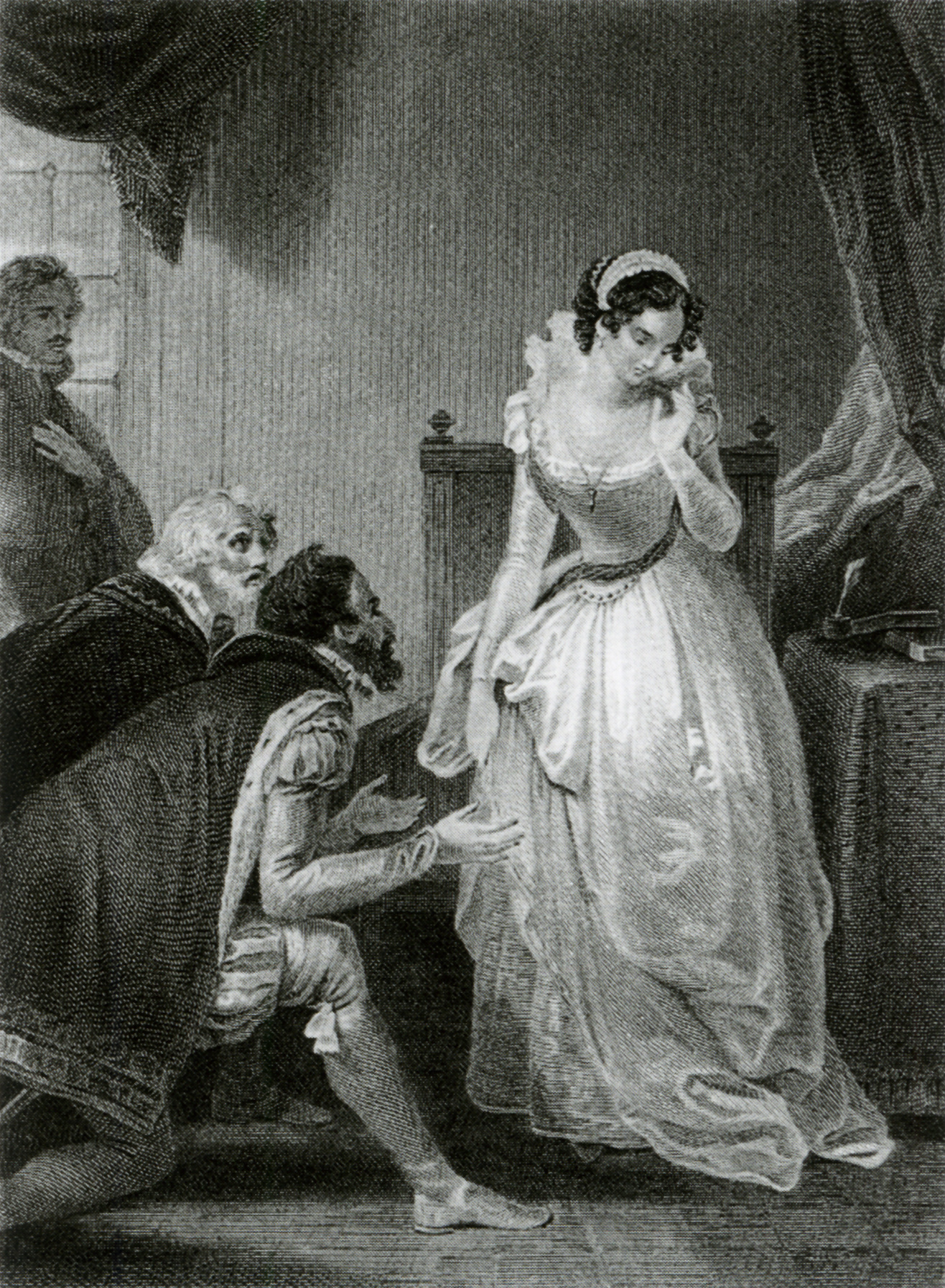
Raffigurazione di Lady Jane Grey a cui viene chiesto di salire al trono, come immaginato nell'era romantica.

Nel primo periodo hannoveriano assume il ruolo di eroina politica oltre che martire, studiosa e tragica amante, che aveva deciso di prendere la corona solo per salvare il protestantesimo inglese. La tragedia del 1715 intitolata Lady Jane Grey: A Tragedy in Five Acts, di Nicholas Rowe, sottolinea il pathos del destino di Jane. La crescente reputazione di Jane non era solo un fenomeno popolare. Gilbert Burnet, storico Whig e auto-pubblicista, descrisse Jane, con notevole esagerazione, come 'la meraviglia dell'epoca' nella sua Storia della Riforma, frase ripresa successivamente da Oliver Goldsmith nella sua Storia d'Inghilterra, pubblicata nel 1771.

## Dal XIX secolo ad oggi
Fu solo all'inizio del diciannovesimo secolo che John Lingard, uno storico cattolico, azzardò un tentativo di controadulazione su Jane, dicendo che "le piacevano troppo i vestiti" e ricordando ai suoi adulatori che aveva solo sedici anni. Tuttavia, la sua popolarità come soggetto di tragiche storie d'amore aumentò ulteriormente nel diciannovesimo secolo, un'era di stampa di massa, in cui la sua storia appare su una varietà di media, comprese riviste popolari e libri per bambini . Il XIX secolo vide anche diversi trattamenti operistici della sua storia, tra cui l'opera Giovanna Gray di Nicola Vaccai del 1836.
Jane è stata reinterpretata più e più volte per soddisfare le inclinazioni del suo pubblico. Dopo la Rivoluzione francese, il movimento evangelico la utilizzò come simbolo, segnato non per la sua storia d'amore, ma per la sua pietà. Il pensatore e filosofo radicale William Godwin l'ha definita "la giovane creatura del sesso femminile più perfetta che si sia trovata nella storia" nella sua agiografia di Jane pubblicata sotto lo pseudonimo di Theopilius Marcliffe. Mark Twain ha usato Jane come personaggio minore nel suo romanzo del 1882, Il principe e il povero.

## Nella pittura

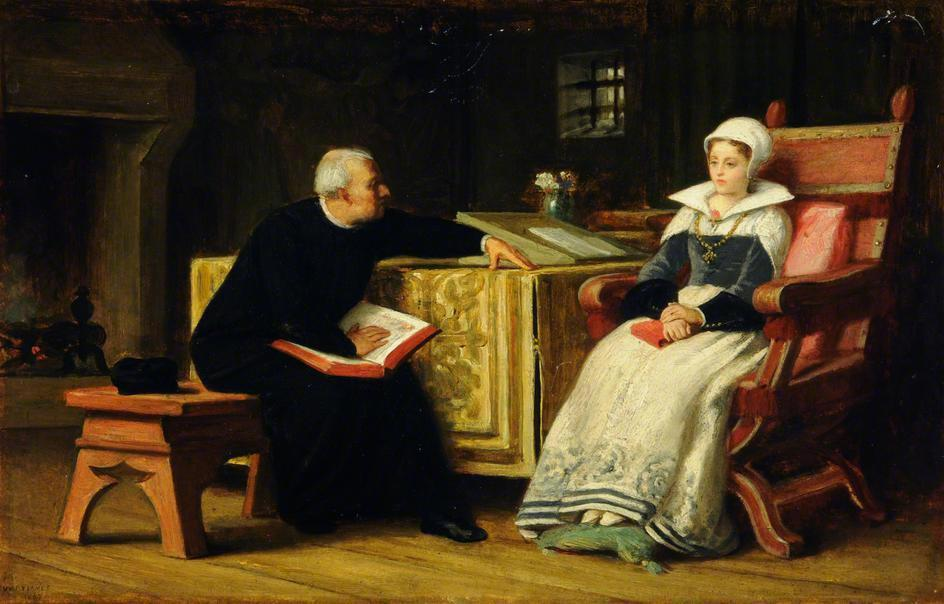
Lady Jane Grey nella Torre, del pittore vittoriano William Frederick Yeames, 1860 circa.

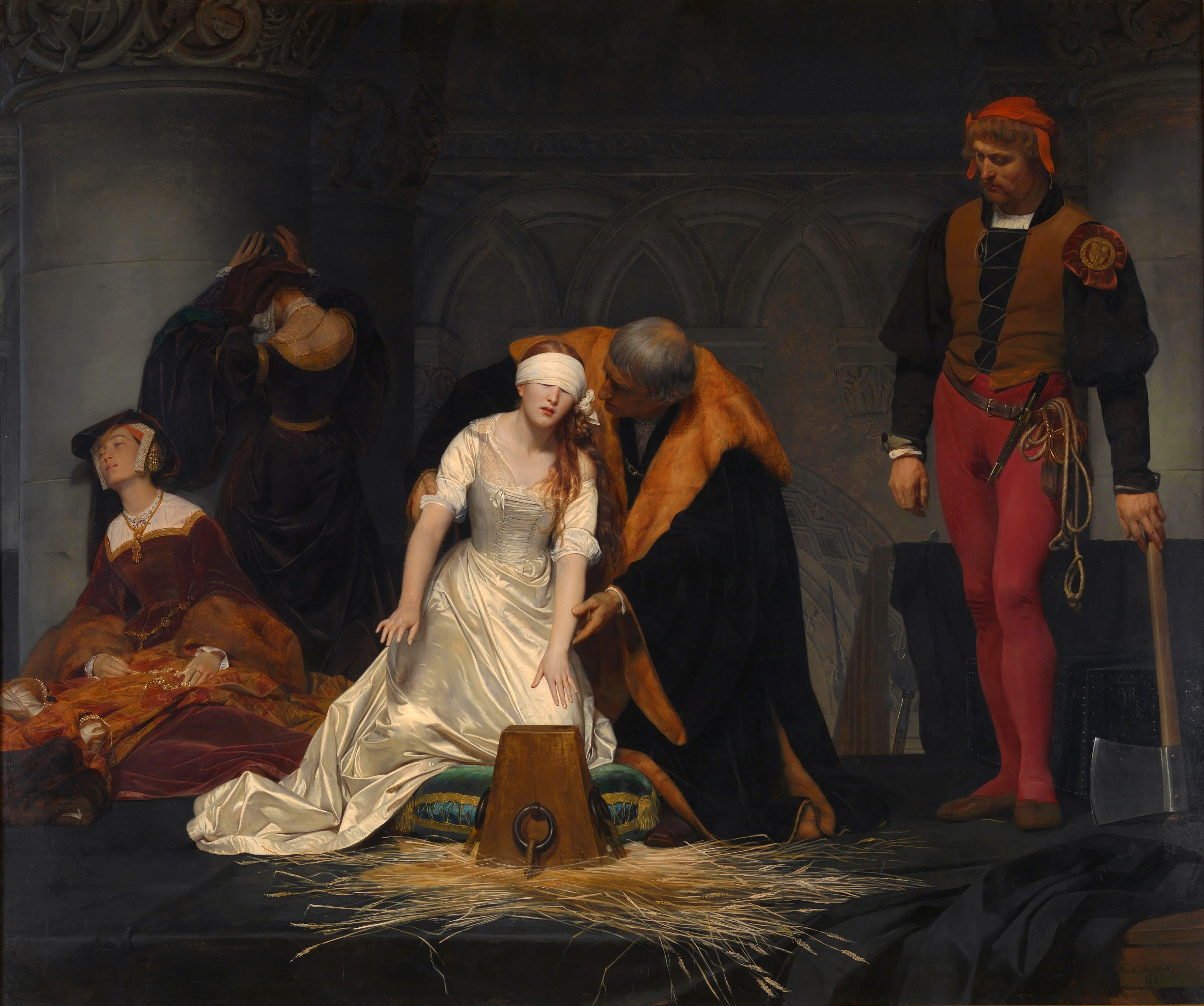
L'esecuzione di Lady Jane Grey (1833) del pittore romantico francese Paul Delaroche.

Jane Grey è l'unico monarca inglese negli ultimi 500 anni di cui non è sopravvissuto alcun ritratto contemporaneo certificato. Per molti anni si pensava che un dipinto alla National Portrait Gallery di Londra fosse Jane, ma nel 1996 è stato confermato che il soggetto raffigurato fosse Catherine Parr, la sesta e ultima moglie di Enrico VIII. Un ritratto ritenuto, da alcuni esperti, di Jane è stato scoperto in una casa privata nel 2005. Dipinto circa 40-50 anni dopo la morte di Jane, il " Ritratto di Streatham " (zona di Londra in cui si è trovato per decenni) raffigura una giovane donna vestita con un abito rosso, ornata di gioielli e con in mano un libro di preghiere. Lo storico e specialista dei Tudor David Starkey è scettico: "È un'immagine spaventosamente brutta e non c'è assolutamente motivo di supporre che abbia qualcosa a che fare con Lady Jane Grey". Un altro ritratto, una miniatura, è stato mostrato ai media nel 2007 da Starkey che ha dichiarato di essere "certo al 90%" che fosse Lady Jane Grey. Questo dipinto era stato scoperto allo Yale Center for British Art negli Stati Uniti d'America.
Nel 1833, Paul Delaroche creò L'esecuzione di Lady Jane Grey, considerato il ritratto più famoso di Jane, che raffigura un'esecuzione clandestina in una stanza o una prigione poco illuminata. È storicamente impreciso per molti aspetti ed è stato influenzato dalla restaurazione della monarchia francese dopo la Rivoluzione francese. Jane è mostrata con indosso un indumento bianco che ricorda gli indumenti intimi francesi, di colore simile a quello indossato da Maria Antonietta alla sua esecuzione nel 1793. La vera esecuzione di Jane è avvenuta in uno spazio aperto della Torre di Londra. Due anni dopo, George Whiting Flagg scelse di intitolare la sua rappresentazione di una donna bendata Lady Jane Grey in preparazione per l'esecuzione,decidendo di raffigurare Jane invece che Maria, regina di Scozia.

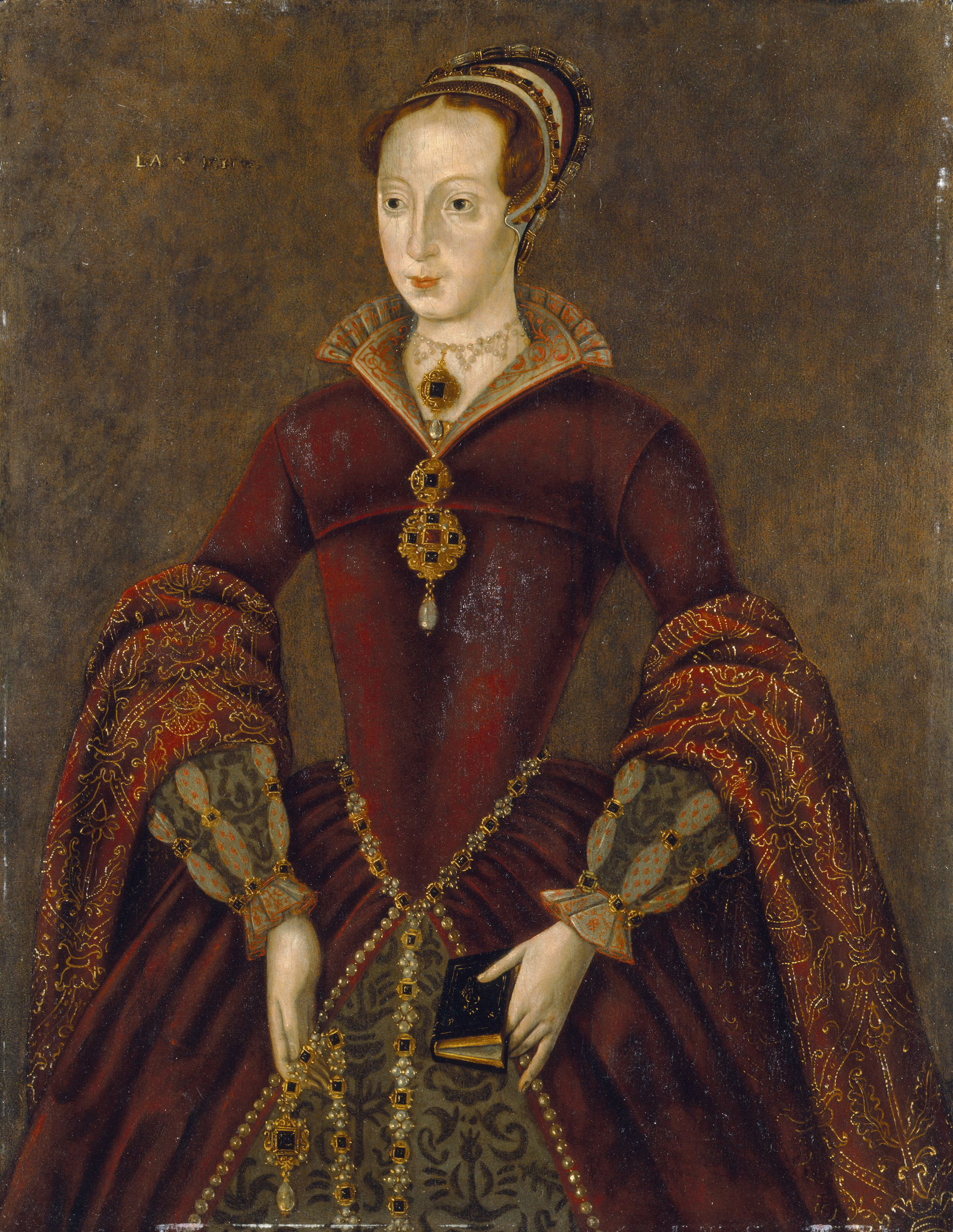
Il ritratto di Streatham che si ritiene raffiguri Jane Grey.

## Nell'opera
Giovanna Gray, un'opera tragica in tre atti tratto dagli ultimi giorni di Jane Grey, è stato composto da Nicola Vaccai, su libretto di Carlo Pepoli. L'opera ha debuttato il 23 febbraio 1836 al Teatro alla Scala di Milano, con Maria Malibran nel ruolo principale. È stato un fallimento alla sua prima rappresentazione.
Nel riportare le scarse recensioni ricevute da Giovanna Gray, la Revue et gazette musicale de Paris ha espresso stupore per il fatto che un argomento così interessante e tragico non fosse stato posto da un compositore in grado di farne un successo drammatico e ha suggerito Meyerbeer, Rossini o Halévy come possibilità.
Diversi compositori minori hanno successivamente tentato opere su Jane Grey ma con scarso successo.
Antonio D'Antoni ne compose una versione nel 1848 per il Teatro dell'Opera di Trieste, ma non fu mai rappresentata.
La versione di Timoteo Pasini, Giovanna Grey, su libretto di Giovanni Pennacchi, ebbe una prima "trionfante" al Teatro Comunale di Ferrara nel 1853 con Luigia Abbadia nel ruolo del titolo. Fu rappresentato nuovamente a Jesi al Teatro Pergolesi l'anno successivo, ma non rimase in repertorio.
Giuseppe Menghetti riutilizzò il libretto di Pepoli per la sua Giovanna Grey, che debuttò a Trieste durante il carnevale del 1859.
Jane Grey di Henri Büsser debuttò nel 1891, ma con scarso successo e la sua opera fu presto dimenticata.
Arnold Rosner ha affrontato l'argomento con The Chronicle of Nine, composto nel 1984 su libretto basato sull'opera teatrale The Chronicle of Queen Jane di Florence Stevenson. Sono stati registrati estratti del lavoro di Rosner. La sua prima è stata presentata a Boston dall'Odyssey Opera e dal Boston Modern Orchestra Project, diretta da Gil Rose. Una registrazione completa di questa produzione è stata pubblicata da BMOP Sound nel 2021.

## Nella letteratura
- Jewel of the Greys (1972) (pubblicato negli Stati Uniti come Destiny's Lady ) di Maureen Peters con Jane Grey come protagonista.
- Il romanzo di Karleen Bradford del 1986, The Nine Days Queen, racconta la storia dal punto di vista di Jane.
- La storica e scrittrice Alison Weir ha pubblicato un romanzo basato sulla vita di Lady Jane Grey, Innocent Traitor, nel febbraio 2007.
- Il poeta della Cornovaglia Charles Causley ha scritto una poesia sulla sua vita intitolata semplicemente "Lady Jane Grey" che appare in molti dei suoi volumi raccolti.
- Jane Grey è apparsa come personaggio in un racconto di Doctor Who intitolato "The Nine-Day Queen", scritto da Matthew Jones per Dr Who: Decalog 2 (1995).
- Raven Queen di Pauline Francis, in cui è lei la protagonista. Questo romanzo, rivolto a lettori di età superiore ai 12 anni, è stato pubblicato da Usborne Books il 12 febbraio 2007, nel 453º anniversario della sua esecuzione.
- Jane appare come un personaggio in almeno tre romanzi storici per giovani donne: Mary, Bloody Mary e Beware, Princess Elizabeth, entrambi di Carolyn Meyer, ed Elizabeth I: Red Rose of the House of Tudor di Kathryn Lasky, parte dei Royal Diaries collana letteraria.
- Lady Jane Grey appare in Timeless Love di Judith O'Brien, un romanzo su un'adolescente che viene riportata indietro nel tempo fino al regno del giovane re Edoardo VI.
- Il mondo di Lady Jane Grey è un libro di narrativa storica di Gladys Malvern pubblicato nel 1965.
- Il libro di Ann Rinaldi del 2005, Nine Days a Queen, è una storia raccontata dal punto di vista di Jane sulla sua vita, dalla nascita fino alla sua esecuzione. In questo racconto, Jane Grey era riluttante a diventare regina e credeva che Maria avrebbe dichiarato il suo perdono poco prima della sua decapitazione, cosa che non avvenne mai.
- Virgin and the Crab - Sketches, Fables and Mysteries from the Early Life of John Dee and Elizabeth Tudor, un romanzo di Robert Parry, 2009, pone Jane come un personaggio significativo in molti dei primi capitoli.
- In Lady in Waiting, un romanzo di narrativa storica del 2010 scritto da Susan Meissner, la commerciante di antiquariato Jane Lindsey scopre un anello con inciso il nome "Jane" che crede appartenesse a Lady Jane Grey. Il libro alterna la moderna New York e l'Inghilterra del XVI secolo in quanto racconta le storie simili della moderna Jane e Lady Jane Grey (quest'ultima raccontata attraverso il punto di vista della sua sarta, Lucy Day).
- Nel quattordicesimo libro della serie Morganville Vampires di Rachel Caine intitolato Fall of Night (2013), una serie fantasy urbana soprannaturale per giovani adulti incentrata sui vampiri, il personaggio di Jesse dovrebbe essere Lady Jane Grey. Viene chiamata più volte Lady Grey da un altro personaggio e, come spiegazione, afferma che le piace il fatto di essere una regina, sebbene abbia regnato solo per un periodo di nove giorni.
- Il libro di Suzannah Dunn del 2015, The Lady of Misrule, parla di una ragazza di sedici anni, Elizabeth Tilney, che si offre volontaria per essere la compagna di Lady Jane Grey mentre è imprigionata nella Torre di Londra.
- My Lady Jane, un romanzo di Cynthia Hand, Brodi Ashton e Jodi Meadows, pubblicato il 7 giugno 2016 da HarperTeen. Questo romanzo per giovani adulti racconta la storia "comica, fantastica, romantica, (non) del tutto vera" di Lady Jane Grey.
- Jane è uno dei personaggi che racconta la storia dal suo punto di vista nel romanzo di Phillipa Gregory The Last Tudor pubblicato l'8 agosto 2017.

## Al cinema, alla radio e in televisione
Ci sono state tre versioni cinematografiche della vita di Jane, in cui è stata interpretata da:
- Nina Vanna nel film muto inglese Lady Jane Grey; Or, The Court of Intrigue (1923)
- Nova Pilbeam in Tudor Rose (1936)
- Helena Bonham Carter in Lady Jane (1986)

Negli adattamenti de Il principe e il povero è stata interpretata da:
- Anne Howard in Il principe e il povero (1937)
- Jane Asher in Il principe e il povero (1962), parte della serie TV americana Disneyland
- Nádia Lippi in O Príncipe E o Mendigo (1972), un adattamento televisivo brasiliano
- Felicity Dean in Spade incrociate (1977)
- Sophia Myles nel dramma televisivo britannico Il principe e il povero (1996)
- Perdita Weeks nel dramma televisivo britannico Il principe e il povero (2000)

Jane è stata anche interpretata da Sarah Frampton nella serie TV della BBC Elizabeth R (1971).
Nella trasmissione radiofonica della BBC Radio 4 The Nine Days Queen di Amanda Whittington, la Jane adulta è stata interpretata da Loo Brealey e la bambina Jane da Agnes Bateman .
Jane appare anche in due episodi di The Sarah Jane Adventures, Lost in Time, parte 1 e 2, che si svolgono nel suo ultimo giorno da regina. È interpretata da Amber Beattie.
Jane è interpretata dall'attrice Bella Ramsey in Becoming Elizabeth di Starz nel 2022.